# خورخي هوغو فرنانديز
خورخي هوغو فرنانديز (بالإسبانية: Jorge Hugo Fernández)‏ هو لاعب كرة قدم أرجنتيني في مركز الوسط، ولد في 24 فبراير 1943 في بوينس آيرس في الأرجنتين. لعب مع أتلتيكو أتلانتا وريفر بليت.

## وصلات خارجية
- خورخي هوغو فرنانديز على موقع ناشيونال فوتبول تيمز (الإنجليزية)